# Милл (остров)
Милл (англ. Mill Island) — антарктический остров размерами 46×30 км. Покрыт ледником. Находится в 46 километрах севернее Оазиса Бангера. Был открыт в феврале 1936 года судном RRS William Scoresby. Назван в честь Роберта Милла.